# Интермитентна хидартроза
Интермитентна хидартроза је ретка реуматичка болест која се карактерише појавом отока зглобова са незнатним боловима који се јављају у једнаким временским интервалима.

## Узрок настанка
Тачан узрок није познат, обољење се доводи у везу са церебралним и вегетативним поремећајима, а најчешће настаје после повреда главе и нервно-ендокриних поремећаја.

## Клиничка слика
Обољење почиње нагло. На почетку оболева један зглоб, најчешће колено. Ретко оболевају оба колена. Зглоб је отечен, а узрок отока је интрасиновијски ексудат. Кожа над оболелим зглобом није промењена. Функција зглоба је лако измењена. Рецидивирајући хидропс траје најдуже 3-7 дана, а интервали између рецидива су правилни и могу трајати 7-21 дан. Хидропс је безболан или праћен слабим болом узрокован напетошћу зглобне чауре. Општи знаци обољења попут повишене температуре не постоје, радиографски су зглобови потпуно нормални, као и лабораторијски налази. Синовијална течност је нормалног вискозитета, али садржи повећан број леукоцита са 50% полиморфонуклеара. Такође постоји задебљање синовијалне мембране, пролиферација vili sinovijales и лака инфилтрација синовије мононуклеарним ћелијама.

## Дијагноза
Дијагноза се поставља на основу анамнезе, клиничке слике, објективног прегледа, лабораторијских налаза, рендгенографије.

## Лечење
У лечењу се користе стероидни и нестероидни антиреуматиции бројне могућности физикалне терапије. Код поједниних болесника потребна је хируршка интервенција (синовектомија).